# Katarína Roth Neveďalová
Katarína Roth Neveďalová (ur. 10 listopada 1982 w Nitrze) – słowacka działaczka partyjna i młodzieżowa, posłanka do Parlamentu Europejskiego VII, IX i X kadencji.

## Życiorys
W latach 1997–2001 uczyła się w średniej szkole handlowej w Nitrze. W 2002 podjęła studia licencjackie (od 2007 magisterskie) na Uniwersytecie Konstantyna Filozofa w Nitrze. Pracowała jako asystentka w klubie poselskim ugrupowania Smer. Była również zastępczynią sekretarza ds. międzynarodowych tego ugrupowania.
W latach 2006–2009 pełniła funkcję członkini rady, a od 2009 wiceprzewodniczącej socjalistycznej młodzieżówki ECOSY. W 2009 została wybrana do Parlamentu Europejskiego, gdzie pracowała w Komisji Kultury i Edukacji. W Europarlamencie zasiadała do 2014. Później zatrudniona jako doradczyni wicepremiera w słowackim rządzie. W 2022 objęła mandat europosłanki IX kadencji (w miejsce zmarłego Miroslava Číža). Utrzymała go na kolejną kadencję w wyborach w 2024.